# Eubela limacina
Eubela limacina é uma espécie de gastrópode do gênero Eubela, pertencente a família Raphitomidae.